# Sale (Italia)
Sale es una localidad y comune italiana de la provincia de Alessandria, región de Piamonte, con 4.269 habitantes.

## Evolución demográfica
| Gráfica de evolución demográfica de Sale entre 1861 y 2001 |
|                                                            |
| Fuente ISTAT - elaboración gráfica de Wikipedia            |